# Sociedade-cotovelo
Sociedade-cotovelo  é uma ordem social na qual o egoísmo, a crueldade, o interesse próprio, a concorrência e o ressentimento prevalecem. O termo, já muito em voga por décadas na economia e sociologia, foi criado na Alemanha dos anos 20 e escolhido como a «Palavra do Ano» em 1982 nesse mesmo país.

## Etimologia

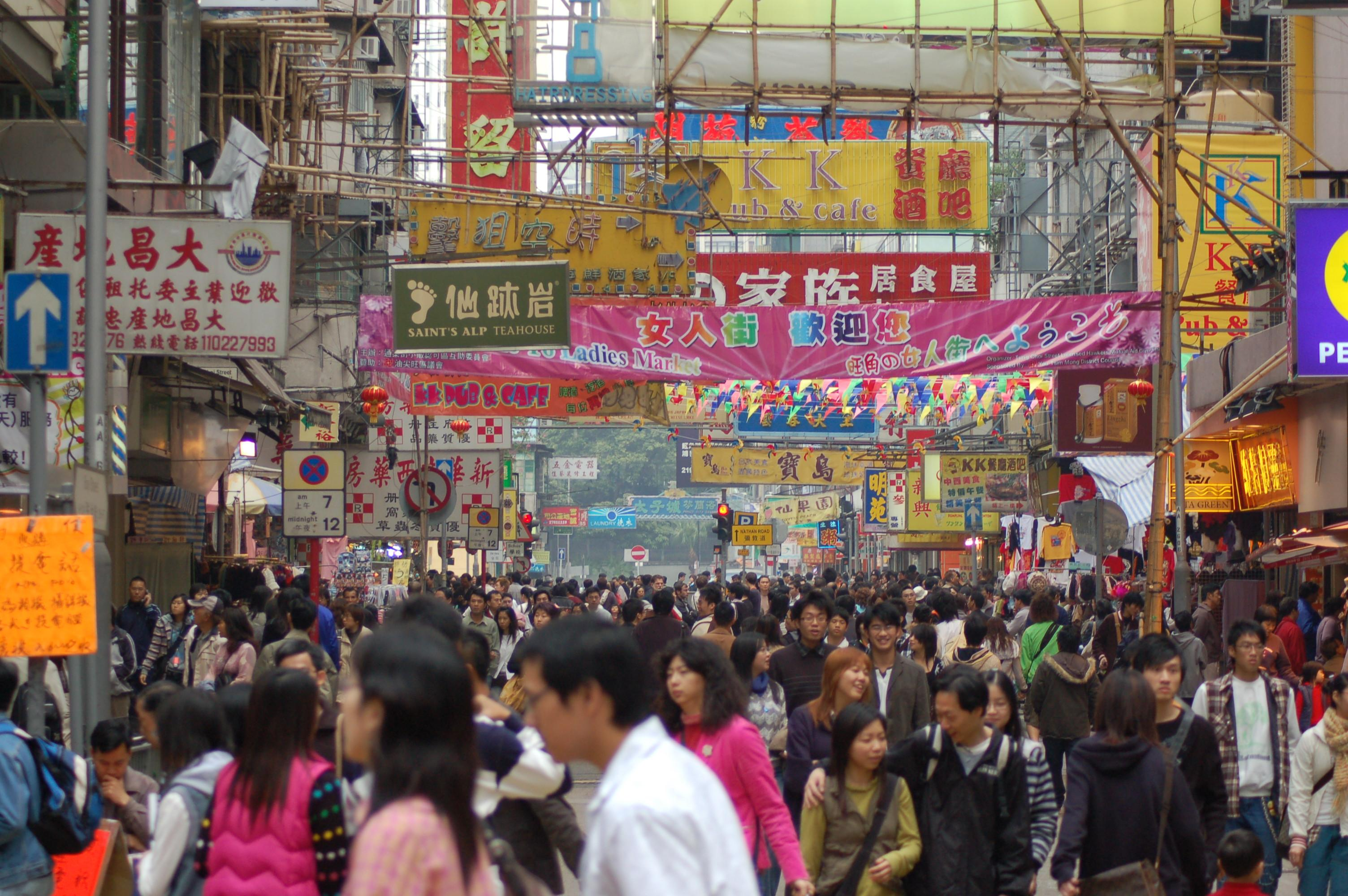
O ambiente capitalista das grandes cidades estimula o que se costuma referir como sociedade-cotovelo.

O termo vem do alemão Ellenbogengesellschaft e foi cunhado a partir da expressão alemã die Ellenbogen benutzen («dar cotoveladas»), cujo significado imprimia a ideia de forçar a passagem para ganhar vantagem sobre os outros.

## Conceito
Numa sociedade desse tipo impera o clima de frieza, sendo portanto um ambiente em que a empatia e o pensamento coletivo praticamente não existem. O princípio central de uma sociedade-cotovelo reside em «cada um por si» ou «uns contra os outros», popularizado pelo termo «cobra engolindo cobra», sendo portanto uma sociedade assentada na competição e no individualismo. É uma prática comum em grandes conurbações urbanas, onde o o cotidiano estimula o isolamento e a individualidade.
O conceito foi muito usado por pensadores e críticos alemães orientais para designar a sociedade alemã ocidental.Por vezes é também usado o termo «sociedade da selva» para se referir a este tipo de comportamento social.